# Euploea syra
Euploea syra är en fjärilsart som beskrevs av Hans Fruhstorfer 1901. Euploea syra ingår i släktet Euploea och familjen praktfjärilar. Inga underarter finns listade i Catalogue of Life.